# Yatai (stand)
Pour les articles homonymes, voir Yatai.

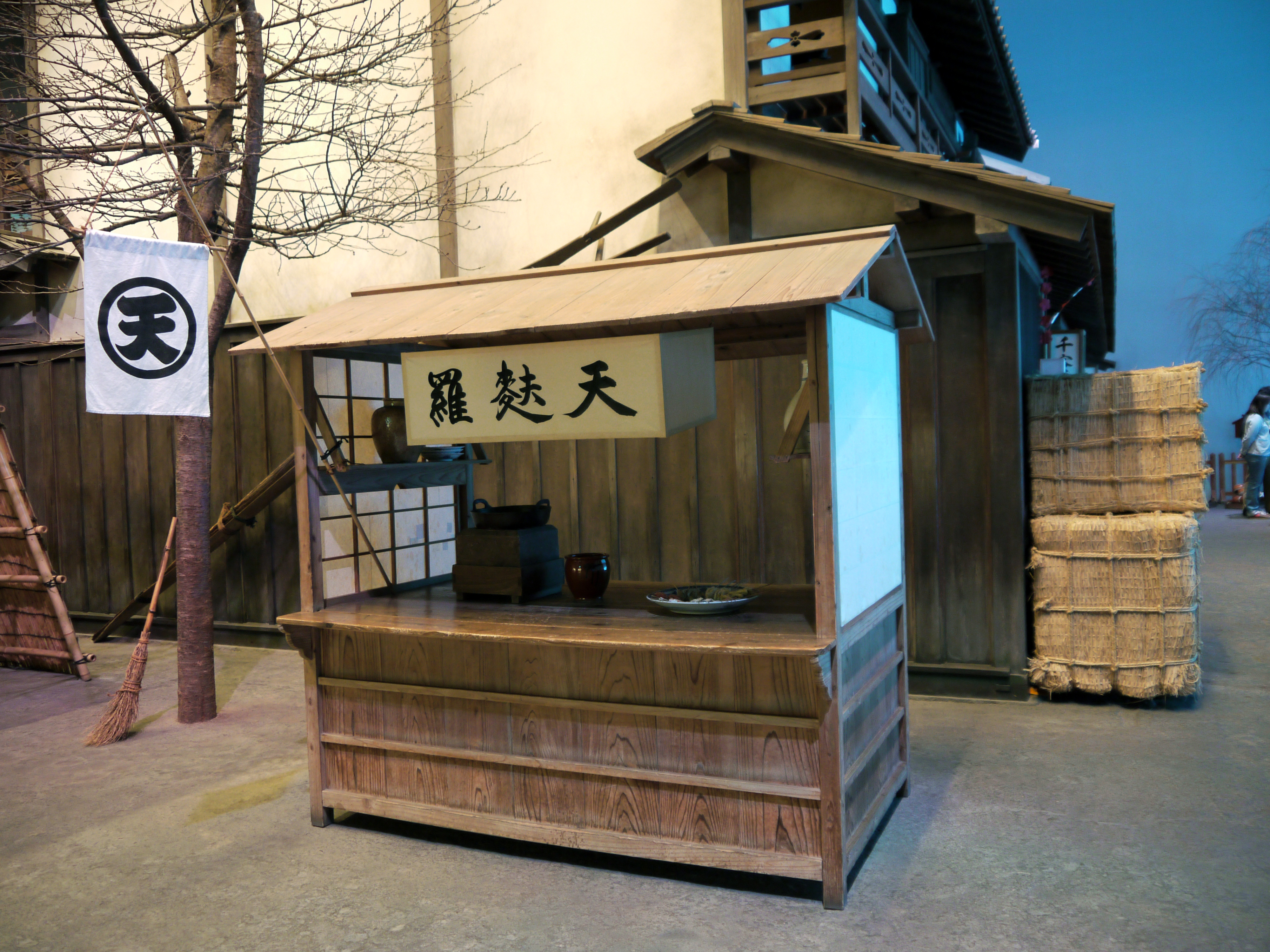
Vente de tempura à l'époque Edo (Fukagawa Edo Museum).

Le yatai (屋台, « échoppe ambulante, tréteaux ») est le nom du stand ambulant de restauration en plein air au Japon.

## Histoire
La tradition des marchands ambulants (露天商, rotenshō) remonte à l'époque Edo, dans les années 1630.
Le système sankin-kōtai instauré par le 3e shogun Tokugawa, qui exigeait des quelque 250 seigneurs provinciaux du Japon féodal, les daimyos, de venir à Edo tous les deux ans servir sa cour, généra une suite nombreuse de serviteurs et guerriers samouraïs (l'entourage du seigneur Maeda s'élevait à environ un millier de personnes). Tous les déplacements étaient effectués à pied ; ce système engendra donc des étalages aux bords des routes pour la vente de sandales, articles alimentaires, thé…
Un autre facteur clé dans le développement des vendeurs de rue était la présence de plus d'un millier de temples et de sanctuaires à travers le pays, qui attiraient un grand nombre de personnes chaque année, ainsi que toutes sortes de vendeurs. Cette tradition se poursuit encore aujourd'hui, bien que la plupart des visiteurs voyagent par autobus, voitures et trains.
Dans la préfecture de Kumamoto
Dans la préfecture de Kumamoto, juste au sud de Fukuoka, il reste un seul yatai dans la ville de Kumamoto, Wakaki (わかき), qui détient la dernière licence yatai restante dans la préfecture. Lorsque le propriétaire prendra sa retraite, la culture yatai à Kumamoto prendra fin. La propriétaire sert de l'oden et un assortiment de boissons. Elle a des clients réguliers et accueille également des étrangers. Elle plaisante souvent en disant qu'elle possède les toilettes les plus chères de tous les restaurants de Kumamoto, car les clients utilisent les toilettes du parc local, qui a été construit pour plus de 10 000 000 ¥ (environ 90 000 $ US).

## Description

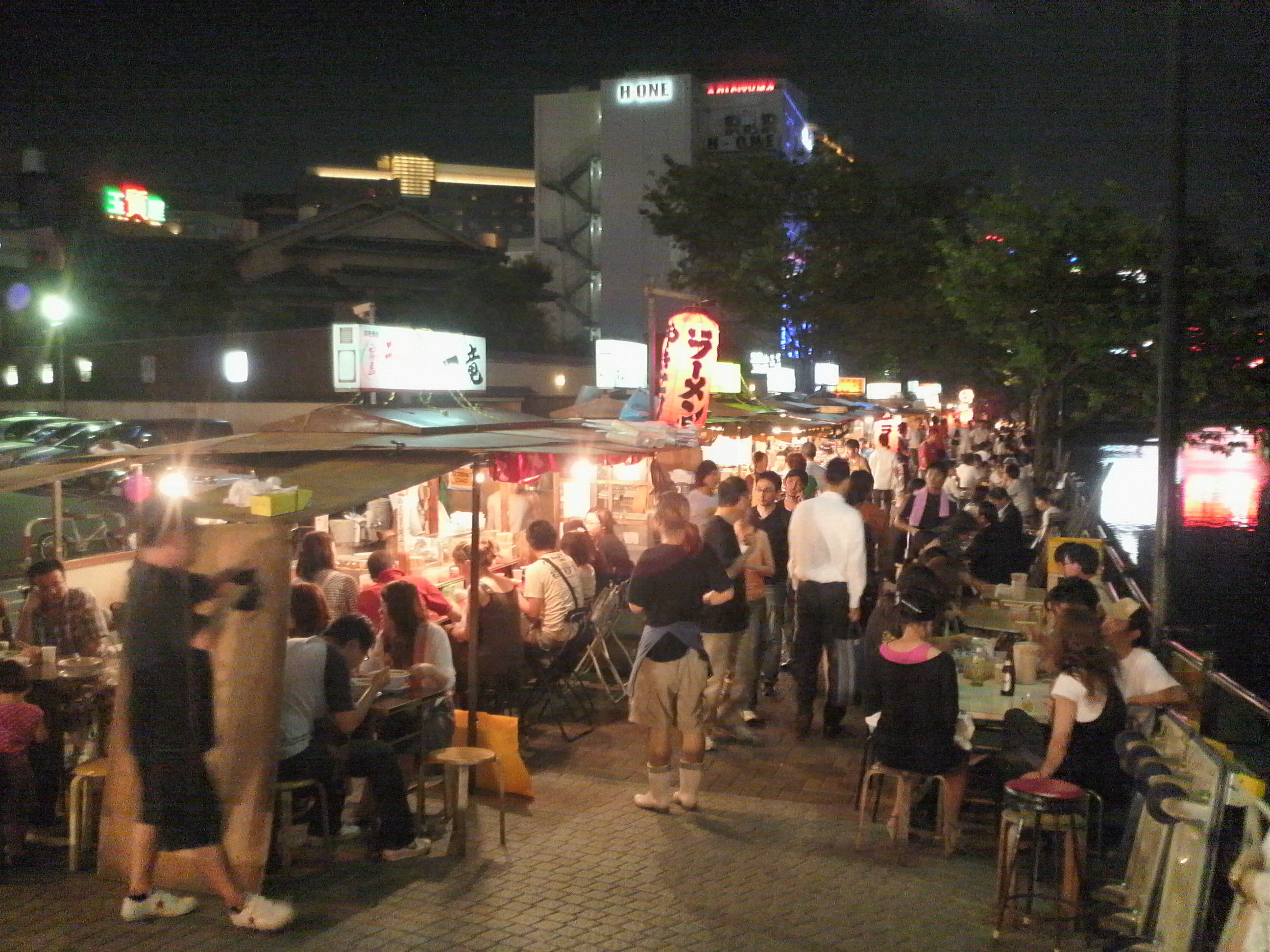
Yatai à Hakata-ku (Fukuoka).

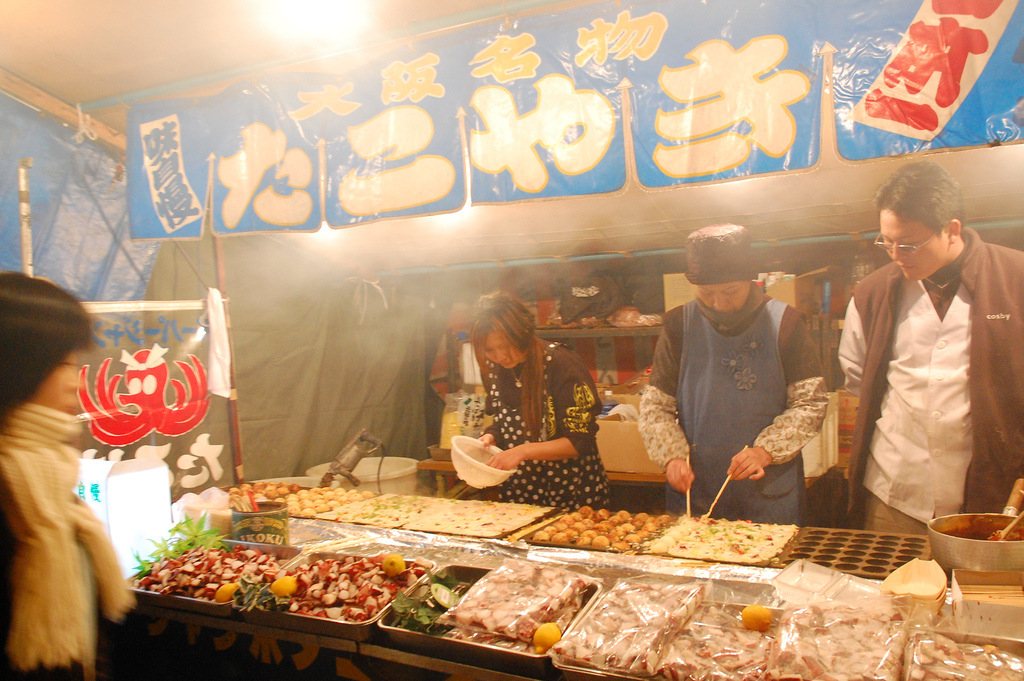
Vente de takoyaki près du Grand sanctuaire Sumiyoshi.

Dans les rues, ces échoppes ou charrettes en bois, mobiles ou démontables, vendent des plats populaires, les amaguri (châtaignes grillées), mitarashi dango (boulette sucrée de pâte de riz gluant), oden (pot-au-feu), okonomiyaki (quiche japonaise), yakiimo (patate douce cuite), yakisoba (nouilles frites), yakitori (brochettes de poulet), ainsi que des rāmen (pâtes), takoyaki (pieuvre), kaki tenpura (huîtres frites), kakigōri (glace pilée), et autres plats de la cuisine japonaise.
Les yatai sont présents dans les villes, mais hormis les périodes de fêtes traditionnelles ou festivals, ils sont devenus beaucoup moins nombreux que dans le passé, sauf encore dans certaines villes, surtout Fukuoka, où ils sont particulièrement nombreux. Ils s'installent en début de soirée et partent avant l'aube.
Pendant la durée des fêtes et festivals japonais (matsuri), ce sont les rotenshō, aux allures de stands de foire, qui proposent ces spécialités, des okonomiyaki, takoyaki et yakisoba. L'autorisation pour faire commerce est demandée un an à l'avance à la police japonaise.

## Autres pays d'Asie
À Hong Kong, ce type d'étal est nommé dai pai dong (en). En Indonésie, les warung servent du poisson-chat grillé. Aux Philippines, les restaurants traditionnels sont appelés turo-turo.